# لويز كارلوس (لاعب كرة قدم مواليد 1988)
لويز كارلوس هو لاعب كرة قدم برازيلي في مركز حراسة المرمى، ولد في 24 مايو 1988 في بورتو أليغري في البرازيل. لعب مع أونياو ليريا ونادي إنترناسيونال ونادي برازيل دي بيلوتاس.